# Butaganzwa (Ruyigi)
Butaganzwa es una comuna de la provincia de Ruyigi en Burundi. En agosto de 2008 tenía una población censada de 63 186 habitantes.
Se encuentra ubicada al este del país, cerca de la frontera con Tanzania. 